# Vergadering van gelovigen

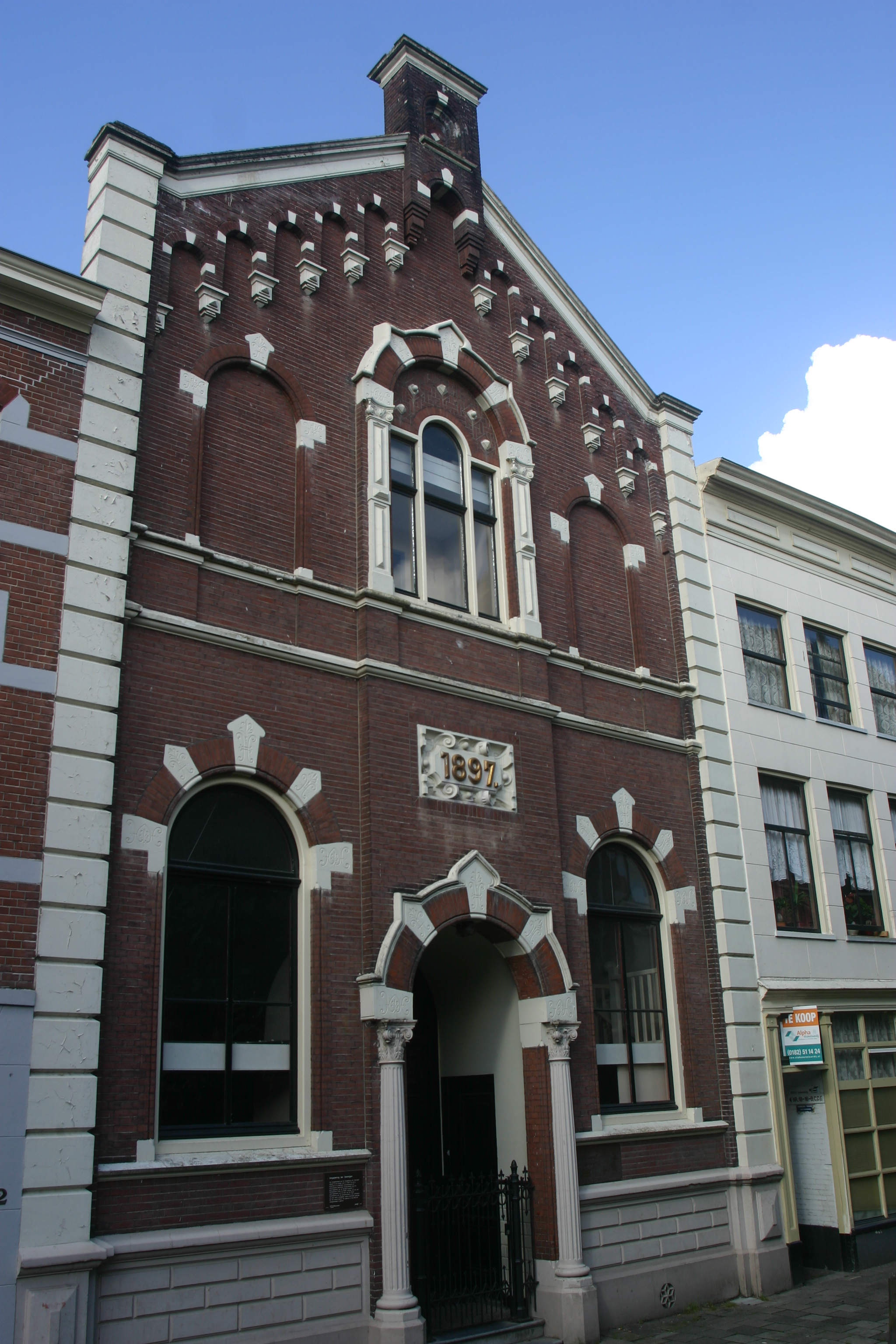
Kerkgebouw uit 1897, bestemd als vergaderlokaal voor de Vergadering van Gelovigen in Gouda

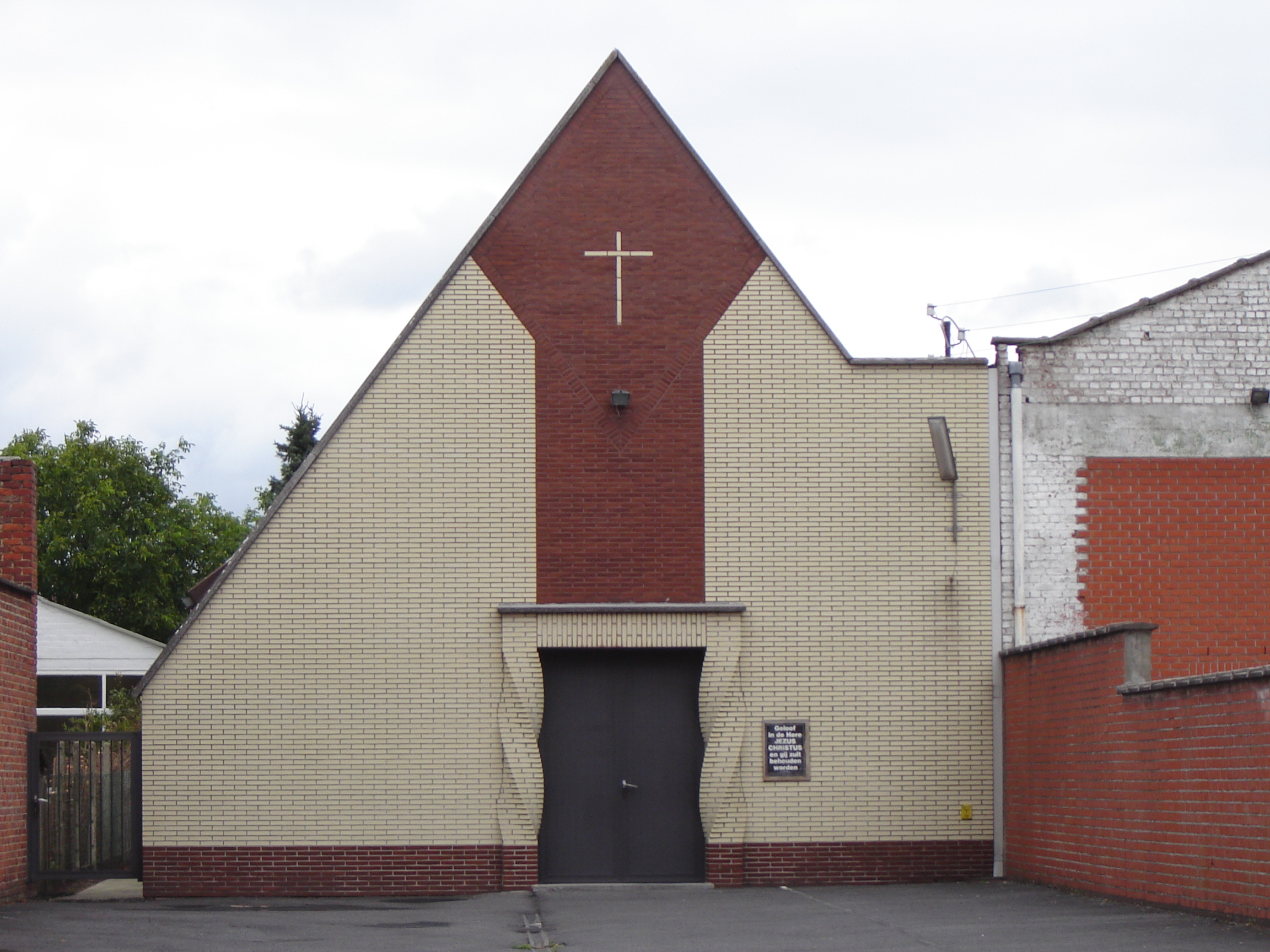
Vergadering van Gelovigen in Menen

De Vergadering van Gelovigen, in de 19de eeuw ook darbisten genoemd, is een gemeenschap van christenen zonder vaste voorganger of predikant. De gemeenschap wil geen kerkgenootschap zijn, maar wordt wel tot de evangelische beweging in het protestantisme gerekend. In andere landen staat ze bekend onder namen als Brüderbewegung (Duitsland), Assemblées de Frères (Frankrijk) en Plymouth Brethren of eenvoudigweg Brethren (Groot-Brittannië).

## Geschiedenis
Een van de eerste 'broeders', zoals de gemeenschapsleden zich onderling noemen, was John Nelson Darby, die zich in de 19de eeuw afscheidde van de Anglicaanse Kerk in Engeland. Darby vond deze kerk geesteloos en kil, zodat hij daarmee in oktober 1827 brak. Allerlei uiterlijk vertoon was Darby een gruwel. Hij stond een broederschap voor van 'ware' gelovigen die vooral hun kracht zouden zoeken in het geestelijke: eenvoudige, warmgetinte samenkomsten waarin 'broeders' (en 'zusters') het samenzijn ervoeren via het samen breken en delen van het brood in het avondmaal. De 'volgelingen' van Darby worden van buiten hun eigen kringen ook wel darbisten genoemd. In 1848 vond er een scheuring plaats binnen de gemeenschap over de mate van afscheiding van de buitenwereld en ontstonden de Exclusive Brethren die zich vrij sterk van de wereld afzonderen. De achterblijvers, die het aan de Bijbel ontsproten principe wel in de wereld maar niet van de wereld hanteren, en dus wel in zekere mate deelnemen aan de samenleving, werden sindsdien ook wel de Open Brethren genoemd.
In Nederland kreeg het darbisme vorm en inhoud bij de Vergadering van Gelovigen, hoewel deze zichzelf nooit 'darbisten' zal noemen, omdat zij niet de indruk wenst te geven een (menselijke) persoon te volgen. De uitgeversfamilie Voorhoeve speelde een vooraanstaande rol bij de groei van de 'vergadering' in Nederland. De vader van Johannes Nicolaas Voorhoeve, Herman Cornelis Voorhoeve, was hoofdredacteur van het maandblad Bode des Heils in Christus, een Bijbelstudieblad dat in 1858 door Hermans vader was opgericht, alsook van Geïllustreerd Weekblad Timotheüs, in 1895 door Herman opgericht. Deze functies nam Johannes na diens overlijden in 1901 over en na enkele jaren werd hij gezien als leider van de Nederlandse Vergadering van Gelovigen. Johannes bleef hoofdredacteur van de Bode tot zijn overlijden in 1948. Zijn zoon Hans was hervormd, vandaar nam de groep Vergaderingsbroeders deze uitgave over. Via het wijdverbreide weekblad Timotheüs oefende de familie Voorhoeve veel invloed uit. 

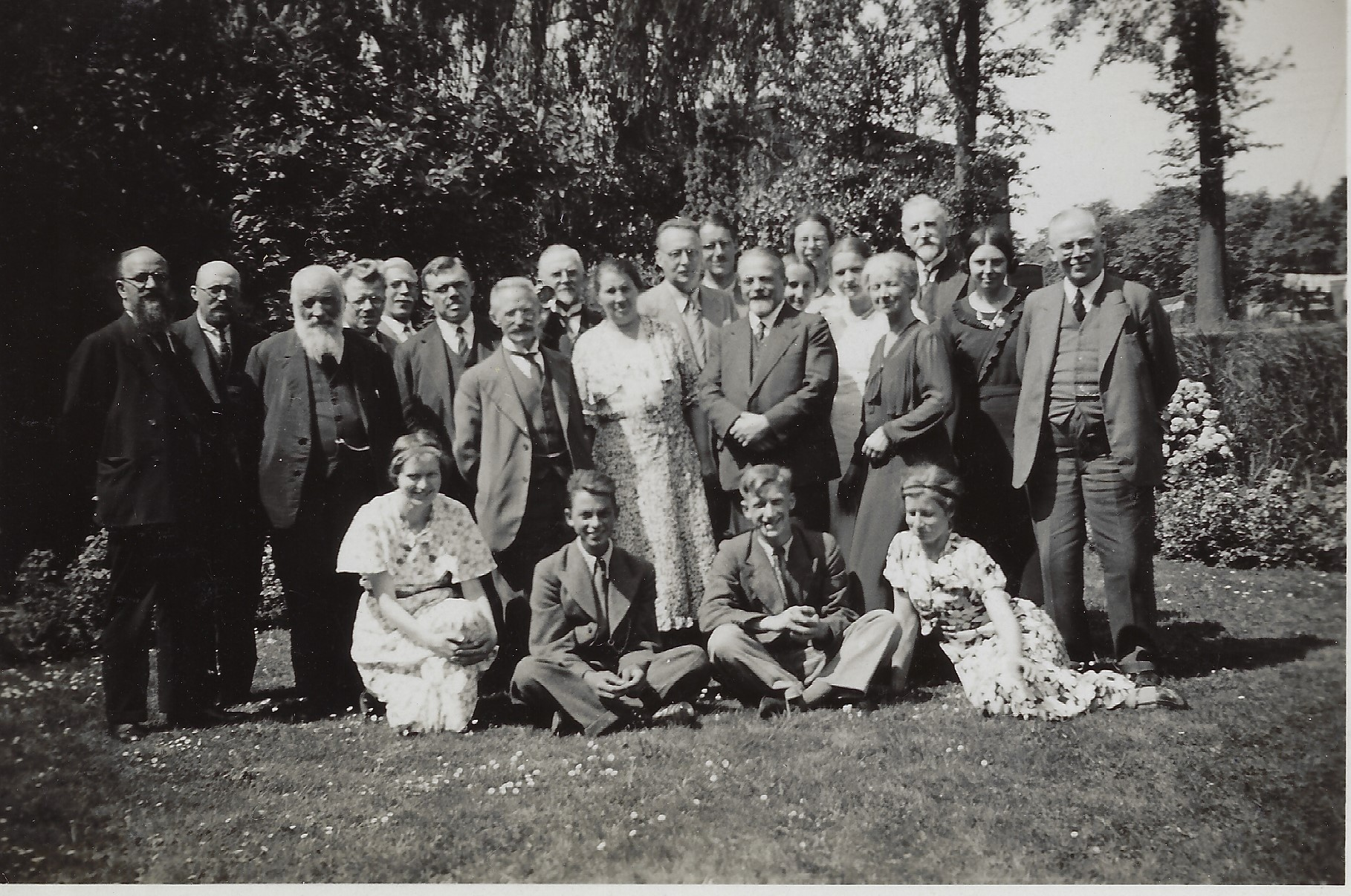
Conferentie Alpen aan den Rijn 1931 of 1932. Rechtsachter (met puntbaardje) staat Johannes Voorhoeve.

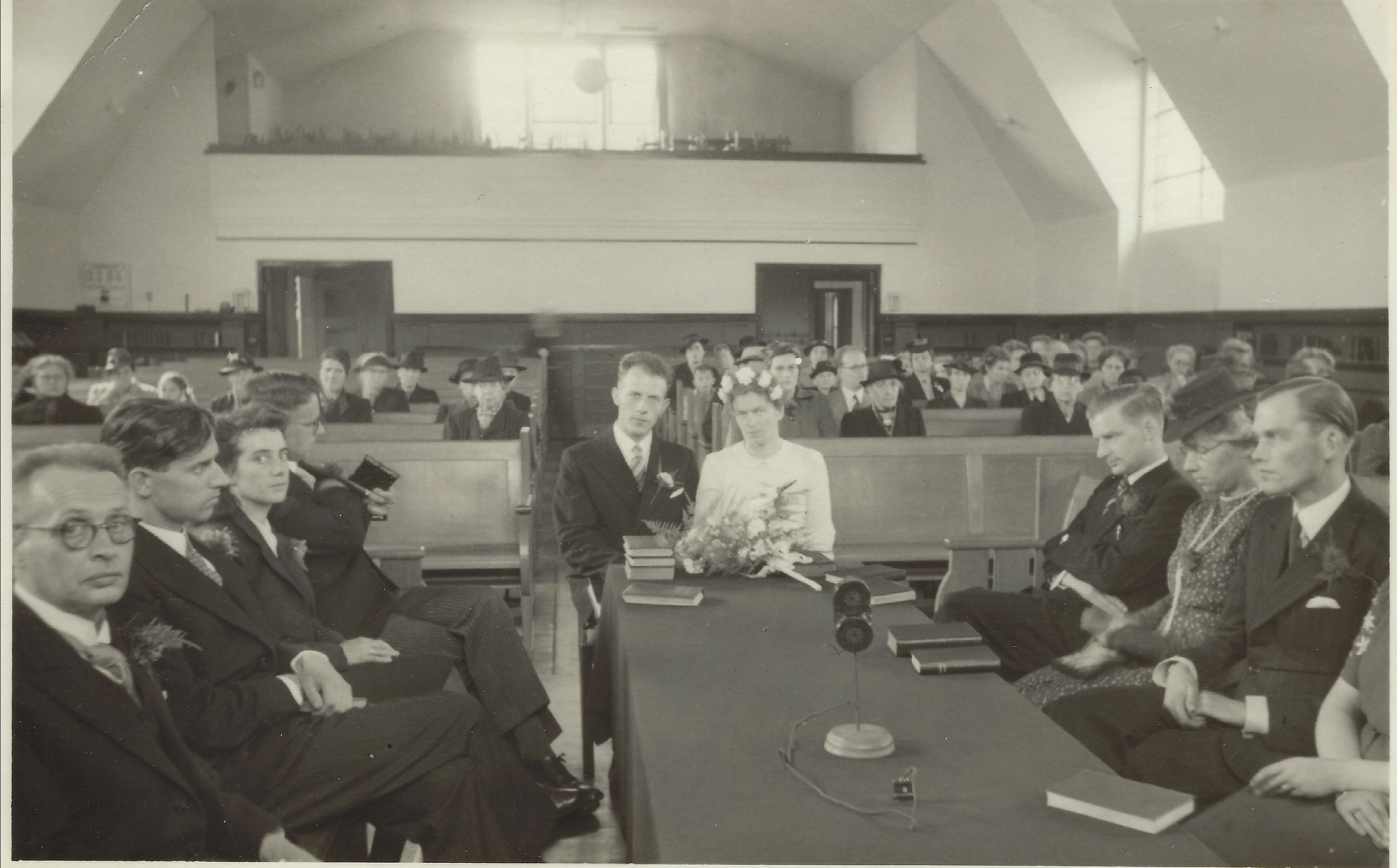
Bidstond ter gelegenheid van een huwelijk. (Bruidspaar van den Elst - van Leeuwen) in het lokaal van de Vergadering van Gelovigen te Alphen aan den Rijn, 25 september 1945)

Naast de zondagse bijeenkomsten zijn er soms midweek bidstonden (voorbeden) en conferenties. Speciale bidstonden kunnen worden gehouden ter gelegenheid van een huwelijk.  
Evangelisatieactiviteiten van Nederlandse 'broeders' onder Belgische vluchtelingen in de Eerste Wereldoorlog leidden tot het ontstaan van een of meerdere 'vergaderingen' in Vlaanderen, zoals in Gent. De geschiedenis van de Nederlandse 'vergadering' is beschreven in Gij zijt allen broeders van Willem Ouweneel.

## Benaming
De afkeer van kerkgenootschappen, instituties en organisatievormen leidde er ook toe dat men 'vergadering van gelovigen' (of: 'vergadering der gelovigen') vaak tussen aanhalingstekens en in kleine letters schreef, om maar de indruk van een vaste organisatie te voorkomen, en nog liever de eigen kring als een kring van 'broeders' beschreef. Het zichzelf niet benoemen als kerkgenootschap had in het verleden vaak tot gevolg dat leden bij bevolkingsregisters en volkstellingen aangaven tot 'geen kerkgenootschap' te behoren, waarbij men 'geen kerkgenootschap' in deze gevallen dus niet mag gelijkstellen aan 'ongodsdienstig', noch aan 'niet behorend tot een godsdienstige groepering'.

## Samenkomst en leer
In de Vergadering van Gelovigen is de Bijbel Gods onfeilbare woord, en gezaghebbend over leer en leven. Men hanteert geen geschreven geloofsbelijdenis of kerkorde naast de Bijbel. De liturgie (de inrichting en het verloop van de gemeentelijke samenkomsten) is minimaal en Bijbels georiënteerd. De samenkomst op zondag bestaat gewoonlijk uit een eredienst met viering van het avondmaal, gevolgd door een dienst van het woord. Hierin hebben voornamelijk mannen meestal veel vrijheid om, onder leiding van de Heilige Geest, zelf een inbreng te leveren. 
Doop vindt plaats door onderdompeling op grond van een persoonlijke belijdenis van geloof, hoewel een plaatsgevonden kinderdoop erkend wordt en geen wederdoop vereist is. In het algemeen proberen de 'broeders en zusters' samen te komen en gemeenschap te oefenen zoals de eerste christenen in het Bijbelboek Handelingen.
Er wordt a capella of met instrumentale begeleiding gezongen uit de bundel Geestelijke Liederen. Tevens wordt ook wel, als tweede liedbundel, gebruikgemaakt van de Lichtbundel, de zangbundel van Johannes de Heer of Opwekkingsliederen. Sommige vergaderingen hebben de tweede bundel zelf samengesteld met liederen uit de genoemde bundels.
In het algemeen huldigen de broeders een dispensationalisme, dat wil zeggen: ze leren dat de geschiedenis van Gods handelen met de mens in meerdere perioden is ingedeeld, waarin God op een bijzondere wijze handelt, bijvoorbeeld in de periode van de Wet van Mozes, gevolgd door de periode van genade, waarin wij nu leven. Sommigen onderscheiden zeven perioden (zie bij dispensationalisme).
De broeders hebben een sterke eindtijdverwachting; ze geloven dat de wederkomst van Christus aanstaande is om alle ware gelovigen weg te rukken en hen zo te bewaren voor de toorn die God over de wereld zal uitstorten. Volgens de ideeën van de Vergadering van Gelovigen neemt God na de opname van de gemeente de draad met het terzijde gestelde Israël weer op. Dat zal gebeuren in de voorzegde 70e jaarweek van Daniël. Na een zware tijd van oorlogen, rampen, verdrukking - en ook succesvolle evangelisatie - zal Christus als Verlosser, Rechter en Koning neerdalen uit de hemel. Hij verschijnt met grote kracht en heerlijkheid, in gezelschap van de gelovigen en de engelen. Hij zal zijn vijanden vernietigen en een duizendjarig vrederijk vestigen. Daarna is het laatste oordeel en breekt de eeuwige toestand aan, waarin God alles in allen zal zijn.

## Kenmerken
- sterke oriëntatie op de Bijbel
- niet één vaste voorganger, maar bediening door meerdere broeders in de samenkomst
- meerhoofdige leiding door oudsten of een broedervergadering
- elke zondag eredienst met avondmaalsviering en woorddienst
- vrijheid voor broeders die toegelaten zijn aan het avondmaal om aan de dienst deel te nemen ('algemeen priesterschap' in de samenkomst)
- in principe worden alle wedergeboren christenen, na het overleggen van een aanbevelingsbrief (voor personen uit andere plaatsen) of een gesprek met de plaatselijke oudsten, toegelaten tot het avondmaal, als de betreffende persoon niet in zonde leeft noch hiermee verbonden is
- doop door onderdompeling (dit is geen voorwaarde voor het avondmaal indien iemand al als kind gedoopt is en deze doop als Bijbels erkent)
- geen formeel lidmaatschap

## Eigentijdse kwesties
Eigentijdse kwesties in vergaderingen zijn:
- aanstellen van oudsten, leiderschap
- de rol van de zusters in de samenkomst en de gemeente. In sommige vergaderingen mogen ook de zusters een gebed uitspreken, een lied opgeven of een getuigenis geven
- de rol van muziek: instrumenten, band
- omgaan met verschillende meningen en wensen ten aanzien van de inhoud en de (vanouds minimale) organisatie van de samenkomst
- identiteit van de vergadering, in een tijd waarin de onderlinge saamhorigheid en samenhang der vergaderingen afneemt
- genezingsbeweging, gaven van de Geest

## Bekende namen
Bekende vertegenwoordigers in Nederland zijn:
- Jaap Fijnvandraat (1925-2012), christelijk schrijver, vanaf 1955 fulltime evangelist
- Johan Fijnvandraat (1923-2014), christelijk schrijver, vanaf 1955 fulltime evangelist
- H.L. Heijkoop (1906-1995), Bijbelleraar, uitgever, christelijk schrijver in diverse talen
- Henk Medema (1950-2024), uitgever en christelijk schrijver
- Willem Ouweneel (1944), bioloog, theoloog en filosoof (hoogleraar theologie, Bijbelstudieleraar, christelijk schrijver en debater)
- Dato Steenhuis, evangelist en Bijbelleraar
- Herman Cornelis Voorhoeve (1837-1901), uitgever, christelijk schrijver, christelijk muziektekstschrijver en Bijbelvertaler (de Voorhoevevertaling van het Nieuwe Testament waarop de huidige Telosvertaling gebaseerd is)
- Johannes Nicolaas Voorhoeve (1873-1948), zoon van Hermanus Cornelis Voorhoeve, uitgever, christelijk schrijver

Andere bekende personen met een achtergrond in de Vergadering (niet representatief):
- John Bodkin Adams (1899-1983), arts[1]
- Aleister Crowley (1875-1947), maakte zich los van zijn vergaderingsachtergrond en werd een occultist[1]